# Primorska Hrvatska (kneževina)
Primorska Hrvatska, Kneževina Hrvatska ili Dalmatinska Hrvatska naziv je za kneževinu koja se, počevši od 9. stoljeća, nalazila na području nekadašnje rimske pokrajine Dalmacije, a izvorno je obuhvaćala prostor od Velebita do Cetine, kao i u unutrašnjosti do Neretve (župe Imota i Livno), preko Vrbasa i Vlašića (župa Pliva) do porječja rijeke Bosne, te dobar dio gornjeg Pounja (župa Pset). Neki povjesničari su romantičarski pokušavali taj prostor proširiti na zapadu čak na područje Istre (južno od rijeke Raše te istarske otoke Cres i Lošinj), no kako ne postoje relevantni povijesni izvori, suvremena povijesna znanost odbacuje takve tvrdnje. Zapadna se granica tek mnogo kasnije u doba kralja Dmitra Zvonimira prostirala do kvarnerskog otoka Krka. Usto, u to je područje kneževina pripadala i stara pokrajina Gacka, koja se protezala u unutrašnjost do Une i Kupe. Pokrajina Gacka bila je podijeljena na tri župe: Gacku, Liku i Krbavu. Njome je upravljao ban, dok je svim ostalim krajevima upravljao izravno knez. 
Pleme Hrvati u Dalmaciji se spominju nakon što su Slaveni došli na ove prostore i nakon ratova koji je Karlo Veliki vodio. Osnovali su Primorsku Hrvatsku pokorivši ostale Slavene u Dalmaciji, a s vremenom ime Hrvat su prihvatili i ostali Slaveni u tadašnjoj Dalmatinskoj Hrvatskoj, postupno se šireći prema sjeveru i zapadu. Hrvatska je bila vazalna zemlja Franačke za vrijeme Karla Velikog, a kasnije i Istočne Franačke.

## Okruženje i počeci
Uz ovako definiranu Dalmatinsku Hrvatsku smjestilo se još nekoliko slavenskih država, koje se zajedno s Dalmatinskom Hrvatskom ponekad nazivaju Sklavinije. Tu je ponajprije bila Paganija ili Neretvanska krajina, koja se prostirala od Cetine do Neretve, a pripadali su joj i otoci Brač, Hvar, Korčula, Mljet, Vis i Lastovo. Dalje na jug bilo je Zahumlje (između Neretve i Dubrovnika), Travunja (od Dubrovnika od Boke kotorske) i Duklja (na prostorima današnje Crne Gore). U unutrašnjosti, u gornjem porječju rijeke Bosne, se navodi područje Bosne, a sjeverno od Kupe Panonska Hrvatska (obično samo Panonija).
Do 9. stoljeća od decentraliziranih teritorijalnih zajednica kojima upravljaju rodovski poglavari, stvara se jezgra hrvatske države pod zajedničkom vlašću knezova u porječima Cetine, Krke i Zrmanje s centrima u Biogradu, Ninu, Solinskom polju i Kninu. Priobalni gradovi Zadar, Trogir, Split, Dubrovnik i Kotor, zajedno s otocima Rabom, Krkom i Osorom (današnji Cres i Lošinj) ostaju u bizantskoj vlasti i od 9. stoljeća čine Temu Dalmaciju, kojom upravlja carski namjesnik u Zadru. To je bio plod Aachenskog mira skloplhenog 12. siječnja 812. godine, kojim su sve snažniji Franci podijelili vlast na Jadranu s Bizantom i to tako da su dalmatinski gradovi s većinski romanskim stanovništvom i otoci pripali Bizantu, a hrvatski kopneni dio franačkom interesnom području.

## Učvršćivanje franačke vlasti
Pod vlašću Karla Velikog Franci 788. godine zauzimaju Bavarsku, a iste godine u Istri vlada neki Giovanni kao franački vazal. Kako su dotada bavarski vojvode vladali i područjem Karantanije, sada je vlast Karla Velikoga dosezala do hrvatskih zemalja. Krajem 8. stoljeća na sjeveroistoku današnje Italije Franci stvaraju Furlansku marku, a njome vlada markgrof Erik (788. – 799.). Franački ljetopisi navode da je ovaj Erik, krenuvši u rat protiv Avara, morao proći područjem Liburnije, no ondje su ga zaustavili „građani Tarsatike“ (današnja Rijeka), te ga ubili. Povjesničari su donedavno mislili da je riječ o borbi između Hrvata i Erika, no u zadnje vrijeme se dokazuje da je bila riječ o ubojstvu za račun Avara, te da se za Tersatiku ne može, na temelju ovog izvora, znati je li kome do tada pripadala. Erika je naslijedio Kadolah, koji je poveo 800. godine pohod na Tarsatiku i potpuno je razorio. tako da se kontinuit življenja na tlu Rijeke potpuno prekida, a dio stanovnika se sklanja u gradinu na brdu s desne strane toka Rječine, gdje i ostaje toponim Tarsato>Trsat. Na Božić iste godine papa Lav III. kruni Karla Velikog za rimskog cara, a tada su vjerojatno i primorski Hrvati priznali franačku vrhovnu vlast. Do 803. godine nad Hrvatima je vladao knez Višeslav koji je poznat po Višeslavovoj krstionici, na kojoj je spomenut kao vođa (lat. vuissasclavo dux). Nakon što je 804. godine pokorio i Mletke, Karlo je odlučio zauzeti i bizantsku Dalmaciju, to jest gradove i otoke koji su ostali u bizantskoj vlasti, no u dugotrajnom ratu Karlo je 810. godine pobijeđen, a Aachenskim mirom Bizantu ostaju gradovi i otoci Teme Dalmacije, a francima unutrašnjost. Na taj su način Bizantinci imali osiguran plovni put prema Veneciji.

## U vazalnom odnosu prema Francima
Nakon smrti Karla Velikog, na vlast dolazi njegov sin Ludovik Pobožni (814. – 840.), a u Furlanskoj marki vlada Kadolah koji ulazi u sukob s panonskim Slavenima i Ljudevitom Posavskim. Godine 814., zajedno s knezom Ljudevitom Posavskim (dux Pannoniae inferioris) pošao je u Paderborn pokloniti novome caru prilikom njegova stupanja na franačko prijestolje i knez Borna. 818. na državnom Saboru u Heristallu nazočno je Ljudevitovo izaslanstvo, ali i izaslanstvo Borne, gačanskoga kneza (dux Guduskanorum). Ovaj će u borbama protiv Ljudevita stati na franačku stranu, pridobivajući tako za sebe jaku silu koja će ga moći obraniti u odnosu na Bizant. Nakon prvog neuspjelog pohoda na Ljudevita, umire Kadolah, a nasljeđuje ga markgrof Balderik koji 819. započinje novi pohod preko Karantanije. S juga se diže i Borna, sada imenovan u „Franačkim ljetopisima“ dux Dalmatiae (vođa Dalmacije). Ipak, na Kupi dio njegovih snaga, i to baš njegovi Gačani, prelazi na stranu panonskih Hrvata. Sljedeće godine Borna prvo šalje izaslanstvo, a onda i osobno odlazi caru na vijećanje o budućim koracima protiv Ljudevita. Upravo je pod Borninom vlašću počelo pridruživanje tadašnje banske Hrvatske, to jest pokrajine Gacke i njezinih triju župa ostatku Dalmatinske Hrvatske, a 821., vjerojatno kao nagradu za vjernost Francima, dobiva pod svoju upravu i dio Liburnije. Na taj je način uspostavljena stvarna središnja vlast nad Dalmatinskom Hrvatskom od ušća Rječine, pa sve do Cetine. Tema Dalmacija ostala je u vlasti Bizanta. Borna umire iste godine, a „Franački ljetopisi“, prigodom smrti, nazivaju ga dux Dalmatiae atque Liburniae (knez Dalmacije i Liburnije), ali taj pojam Liburnije se nije poklapao s antičkom rimskom Liburnijom (od Rijeke Raše do Krke) jer Istarski dio Liburnije sve do Rječine je bo pod upravom germanskh feudalaca Akvilejske patrijaršije. Arheološki nalazi iz toga doba svjedoče o velikom franačkom utjecaju, a nađeni su brojni primjerci franačkoga nakita i oružja, naročito mačeva.
Kao knez Bornu je naslijedio njegov nećak (ili možda unuk) Vladislav (821. – 835.), kad su počele i stoljetne borbe protiv Mlečana. U veljači 821. car Ludovik potvrđuje Vladislava kao kneza Dalmacije na saboru u Aachenu. Njegov nasljednik, knez Mislav (835. – 845.) već od samog početka svoje vladavine ratuje s Mlečanima. Nisu poznate sve pojedinost toga sukoba, no zna se da je 839. dužd Petar Tradonik krenuo s brodovljem prema Hrvatskoj, no na kraju je bio prisiljen sklopiti mir. Iste je godine ugovorio mir i s neretvanskim velikim županom Družakom. Sljedeće godine neretvanski veliki župan Deodat pobjeđuje Mlečane na moru, te se oni poraženi vraćaju u Veneciju. Knez Mislav nije, kao svoji prethodnici, vladao iz Nina, nego iz Klisa. On je bio i prvi poznati hrvatski vladar koji je počeo davati darove splitskoj crkvi, dodijelivši joj plodove sa svoga kliškoga posjeda. Premda je Split, kao i ostali gradovi Teme Dalmacije pripadao bizantskoj vlasti, očito je da su veze tih gradova sa zaleđem u ovo doba postajale sve jače. Od 840. godine morali su se Neretvani i Hrvati boriti, zajedno s Bizantom i Mlečanima protiv zajedničke opasnosti – arapskih gusara koji su opsjedali Boku kotorsku, Dubrovnik i ostale krajeve u Jadranu.

## Doba Trpimirovića

### Trpimir i osamostaljenje
Mislava je oko 845. godine naslijedio knez Trpimir koji je i dalje priznavao vrhovnu franačku vlast kralja Lotara (840. – 855.), no na svome je području uspostavio čvrsto državno ustrojstvo, a njegov dvor nije se bitno razlikovao od dvorova ostalih europskih vladara. Tako je na svome dvoru Trpimir imao dvorske svećenike, dvorske komornike, te stalnu pratnju u kojoj su uz ostale bili uključeni i najugledniji župani. Arapski napadi znatno su oslabili Bizant i Veneciju, što je ovaj knez znao iskoristiti te je 846. i 848. osobito protiv Bizanta na kopunu i na moru uspješno ratovao, pobijedivši i bizantskoga arhonta koji je stolovao u Zadru. Između 854. i 860. uspješno brani zemlju od napada Bugara, te ih konačno pobjeđuje na području istočne Bosne. Mlečani su, čini se, bili toliko slabi da za Trpimirove vlasti nisu niti pokušavali napasti Hrvatsku, jer o takvim sukobima ne govori nijedan izvor.
U povelji pisanoj latinskim jezikom (sačuvana u prijepisu iz 1568., i prema novijim istraživanjima datiranoj najkasnije do 840. godine, kojom splitskog biskupiji potvrđuje darovnicu kneza Mislava i daje druge darove, Trpimir se naziva dux Croatorum iuvatus munere divino (knez Hrvata pomoću Božjom), a zemlju kojom vlada naziva regnum Croatorum. Latinski to doslovno znači „kraljevstvo Hrvata“, no može jednostavno označavati i zemlju Hrvata, što je ovdje jedino moguće tumačenje, jer se o kraljevstvu još ne može govoriti. Ipak, ne može se zanemariti ni činjenica da je on vladar „milošću Božjom“, a ne milošću carevom, što bi moglo uputiti na njegovu suverenu vlast nad Hrvatima. Iz ove povelje saznaju se pojedinosti o Trpimirovu dvoru (čak i imena dvorjanika), kao i to da je posjedovao Klis.
U Trpimirovo doba vjerojatno se osniva ninska biskupija nadležna za cijelo područje pod vlašću hrvatskog vladara. On poziva i benediktince iz njihova središta u Montecassinu nedaleko Rima, te osniva prvi benediktinski samostan u Hrvatskoj, u Rižinicama kod Solina s crkvom sv. Petra. Ondje su nađeni kameni ulomci s natpisom pro duce Trepim, što bi moglo značiti da je Trpimir počeo svoju vlast kao ban. Podižu se i obnavljaju i drugdje brojne crkve. Trpimir je i sam hodočastio u sjevernu Italiju gdje se u poznatom Čedadsko evanđelju, uz imena ostalih europskih vladara (uglavnom germanskih i slavenskih), nalazi i njegovo ime kao domno Tripimiro (gospodin Trpimir), s naslovom koji se tada rado davao najvišim uglednicima. Na Trpimirovu se dvoru, bježeći franačkom vlašću, sklanja i benediktinski monah Gottschalk, koji u svojim spisima ostavlja opis hrvatskoga dvora. On Trpimira naziva „kraljem Sklavina“ (rex Sclavorum), što opet označava njegovu vrhovnu vlast i činjenicu da nije bio ničiji vazal. Gottschalk, usto, stanovnike gradova Teme Dalmacije naziva Latinima, a ostale stanovnike Dalmacije (koju poistovjećuje sa starom rimskom provincijom) dijeli na Dalmate i Sklavine, što je važan podatak o narodnosnom sastavu Trpimirove zemlje.
U De administrando imperio (gl. 31) govori se o velikoj vojnoj sili Trpimirove države (ako je tu riječ o ovom Trpimiru): 60.000 konjanika, 100.000 pješaka, 80 sagena (po 40 momaka), 100 kondura (po 20 ili po 10 momaka). To bi značilo da je Primorska Hrvatska imala tada oko 600.000 stanovnika, te da je njezina vojna sila bila doista velika. Za Trpimirove vlasti u dijelu Primorske Hrvatske između Zrmanje i Cetine spominju se kao područni upravitelji samo župani, ali ne i banovi, što govori o različitom načinu upravljanja tim dijelom zemlje u odnosu na bansku Hrvatsku u okolici Gacke. Kraj Trpimirove vlasti nije sasvim jasan, baš kao i točan slijed njegovih nasljednika. Tome pridonose nejasnoće i nesigurnost datiranja Trpimira u De administrando imerio, što je dovelo da različitih teorija. Prema jednoj, ovog je Trpimira naslijedio sin Krešimir, a njega Miroslav. Prema drugoj, Trpimir je imao tri sina, Petra, Zdeslava i Muncimira, a naslijedio ga je Domagoj koji nije bio iz njegove obiteljske loze, dok je drugi Trpimir sa sinovima Krešimirom i Miroslavom vladao nakon Tomislava. U svakom slučaju, za ovoga se Trpimira može reći da je utemeljitelj vladarske obitelji Trpimirovića.

### Između Bizanta i Zapada
Čini se da je nakon Trpimira, oko 864., vlast u Primorskoj Hrvatskoj na silu preuzeo Domagoj, kojega se u kasnijim ljetopisima (15. i 16. stoljeće) navodi kao kneza Neretvana (Domoghoi prinze de Narentani). Zabilježena su samo dva imena sa završecima na -goj: Domagoj i Berigoj, a obojica su bili neretvanski knezovi. Moguće je dakle da je knez Neretvanske krajine koja je pripada Trpimirovoj kneževini zauzeo vlast. Tom je prilikom vjerojatno pogubljen i Trpimirov sin Petar. Papa Ivan VIII. između 874. i 875. piše knezu Domaguju, nazivajući ga „knez Sklavina“ (dux Sclavorum), kako bi ga opomenuo da svoje protivnike ne pogubljuje nego da im oprosti te ih izgna. Isto ga tako upozorava na „morske razbojnike“, nad kojima je imao utjecaj, pa traži da ih obuzda. Moguće je da se to odnosi na razdoblje kad je Domagoj sa svojim brodovljem sudjelovao u ratu kršćanskih snaga predvođenih carem Ludvigom Njemačkim protiv Arapa koji su držali Bari (871.). Tada su na istočnoj obali Jadrana brodovi nad kojima je inače Domagoj imao vlast, napali dio koji Ludvig naziva „naša Sklavinija.“ Nije jasno odnosi li se to na čitavu Primorsku Hrvatsku kao vazalnu franačku zemlju ili na sjeverni dio, možda Istru, kojim su vladali Mlečani. U Domagojevo doba Primorska Hrvatska obuhvaćala je Dalmaciju, Liburniju i Neretvansku krajinu. U Domagojevo doba, za ratovanja s Arapima, Bizant je iskoristio odsustvo Domagojevih snaga, te je od svojih posjeda na istočnoj obali Jadrana i formalno ustrojio Temu Dalmaciju O njegovoj smrti 876. godine Ivan Đakon naziva ga „najgorim knezom Sklavina“ (pessimus Sclavorum dux). Mletački dužd Urso I. Particijak sklapa mir s Hrvatima, ali nakon Domagojeve smrti napada Neretvane, pa se pretpostavlja da su se oni tada osamostalili.
878. godine iz Carigrada, gdje se bio sklonio, Zdeslav se vraća u Primorsku Hrvatsku uz pomoć Bizanta i protjeruje iz Hrvatske Domagojeva sinove, koji su dotad vjerojatno bili na vlasti. Njihova imena nisu sačuvana, a knez Iljko kojega neki navode plod je greške u prijevodu s latinskoga. Sam je Zdeslav bio iz Trpimirova roda, premda nije sigurno da mu je bio i sin, a sigurno je da je potjecao iz banske Hrvatske. Već 879. papa Ivan VIII. piše pismo naslovljeno: „Ljubljenom sinu Zdeslavu, slavnom banu Sklavina“ (Dilecto filio Sedesclavo, glorioso comiti Sclavorum). Čini se da je Zdeslav vladao u ovisnosti od Bizanta, a gradovi Teme Dalmacije, plaćali du njemu porez koji su dotada plaćali Bizantu (samo je Dubrovnik plaćao danak Zahumljanima i Travunjanima). Bilo je to i vrijeme crkvenoga raskola, dok je carigradski patrijarh bio Focije, pa je približavanje Bizantu značilo i udaljavanje od pape. Vlast Zdeslavova prestaje već 879.
Ivan Đakon navodi da je „neki Slaven, imenom Brenamir, umorivši Zdeslava, prisvojio njegovu kneževinu“ (ipsius ducatum usurpavit). Nije točno poznato Branimirovo podrijetlo, no po natpisima i darovnicama, kao i po obliku imena, zaključuje se da je bio iz Ravnih kotara ili iz unutrašnjosti, dakle opet iz banske Hrvatske. Njegov natipis iz predromaničke crkve u Muću iz 888. godine ne donosi nikakav vladarski natpis. Na natpisu arhitrava oltarne pregrade iz crkve sv. Mihovila u Ninu (879. – 892.) naziva ga se (Bra)nnimero dux Sclavorum. Na ulomcima iz predromaničke crkve kod Skradina stoji (Bra)nimero duce(m) Clavitnoru(m), a slično i na ostalim natpisima s njegovim imenom. U Šopoti kod Benkovca napisano je Branimero com... dux Chruatoru(m). U Čedadskom evanđelju zapisano je: Brannimero comiti. Mariosa cometissa, što se odnosi na Branimira i vjerojatno na njegovu ženu Marušu (Mariju). Očito je da se hrvatsko i slavensko ime rabe kao sinonimi, a Branimir je vjerojatno istovremeno nosio i naslove bana (comes) i naslov kneza (dux). Ipak, papa Ivan VIII. nikad ga ne oslovljava naslovom dux, nego mu pridaje naslove princeps, a kasnije comes, što bi moglo značiti da je Branimir vladao kao nečiji vazal, no vjerojatno je bila riječ samo o simboličnom podlaganju, s obzirom na Branimirovu snagu. Iz spisa mlečanina Ivana Đakona jasno je da su mlečani tada Hrvatima plaćali danak za plovidbu Jadranom i takvo se stanje održalo do početka 11. stoljeća. Također i gradovi Teme Dalmacije nastavljaju plaćati danak Branimiru.
7. lipnja 879. papa Ivan VIII. u svome pismu hvali Branimira jer se vraća Rimskoj crkvi, te ga naziva „ljubljenim sinom Branimirom“, a istovremeno piše i slično pismo ninskome biskupu Teodoziju, te svećenstvu i svemu puku, svojim „predragim sinovima.“ Sljedećeg dana piše i dalmatinskim biskupima te im prijeti izopćenjem ne vrate li se rimskoj stolici. Slična pisma, datirana između 7. i 14. lipnja 879. papa šalje i bugarskom kralju Borisu I. (Mihajlu), velikomoravskom knezu Svatopluku i nadbiskupu Metodu u Panoniji. Nakon Teodozijeva posjeta papi, ovaj (vjerojatno 881. ili 882.) piše Branimiru, svećenstu i svemu puku. Ipak, Hrvati nisu ovu vjernost Rimu pokazivali izravno i bez zadrške, nego preko akvilejskoga patrijarhata. Na taj je način Branimir, poput franačkih vladara, zadržao veću samostalnost u imenovanju biskupa na svome području. Kasnije će papa Stjepan V. prekoravati Teodozija što je preuzeo biskupsko mjesto davši se posvetiti od akvilejskoga patrijarha, a da nije tražio izričitu dozvolu pape. Teodozije kasnije postaje i splitskim nadbiskupom, te se tako u njegovoj osobit sjedinjuje Crkva na području Teme Dalmacije i Primorske Hrvatske, što opet govori o snazi i mudroj politici što su je zajedno vodili Branimir i Teodozije.

### Učvršćenje vlasti i jačanje države
Oko 890. na vlast dolazi Muncimir (također i Mutimir), koji se u povelji datiranoj 892. godine naziva Muncimiro, divino munere iuvatus Croatorum dux (Muncimir, božanskom pomoću knez Hrvata). Prema ovoj se povelji zaključuje, također, da je Muncimir bio Trpimirov sin, no to nije konačno dokazano. Na natpisu predromaničke crkve iz Uzdolja kod Knina Muncimir je nazvan princeps, a njegova je žena u Čedadskom evanđelistaru nazvana comitissa, pa bi Muncimir bio i ban i knez.
O veličini i snazi Muncimirove države svjedoči i činjenica da su se pretendenti na srpsko prijestolje sklanjali u Primorskoj Hrvatskoj (De administrando imperio). Ne može se sa sigurnošću odrediti kraj Muncimirove vladavine, a jedina je naznaka opaska Tome Arhiđakona, gdje se kaže „godine Gospodnje 914. u vrijeme kneza Tomislava.“ Nada Klaić drži da se opis granica Hrvatske što je daje Porfirogenet u svome „De administrando imperio“ odnosi na granice s početka 10. stoljeća. Hrvatska je tada podijeljena u 11 županija. U to doba, uz Hrvate (Sklavine), na ovom području i dalje žive i starosjedioci Dalmati, što se vidi i iz naslova knezova i kasnijih kraljeva, a razlika između ove dvije narodnosne skupine zadržat će se sve do kraja 11. stoljeća.
Obično se računa da je Muncimirov sin (premda nije sigurno je li bio njegov sin) Tomislav preuzeo vlast oko 910. godine i naslijedio jaku državu, koja se međutim ubrzo morala suočiti s prodorima Mađara sa sjevera. Tomislava Toma Arhiđakon spominje 914. godine kao kneza (Tomislao duce). 919. i 924. godine spominju se posljednje provale Mađara u Italiju, pa se pretpostavlja da je nakon toga hrvatska država toliko ojačala da je Mađari više nisu mogli prijeći. Pretpostavlja se i da je Panonska Hrvatska, po slabljenju njemačkog utjecaja, došla pod izravnu vlast Tomislava. S druge strane ojačali su i Bugari pod vodstvom cara Simeona (893. – 927.) te su ugrozili i sam Carigrad, a bizantski car predaju Tomislavu, kao svome arhontu Temu Dalmaciju. Na taj je način Tomislav u svojoj vlasti ujedinio Panonsku i Primorsku Hrvatsku na prostoru od Jadrana do Drave, te dalmatinske gradove i otoke. Simeon 9. studenoga 924. napušta opsadu Carigrada, te se okreće prema zapadu i šalje svoju vojsku protiv Srbije, a tamošnji veliki župan Zaharija bježi Tomislavu, a 925. Tomislav konačno pobjeđuje Bugare.
U svome pismu od 925. godine papa Ivan X. navoidi: „U vrijeme presvetog pape Ivana, dok je u pokrajini Hrvata i u krajevima Dalmacije konzul kralj Tomislav“ (lat. consultatu peragente in provincia Chroatorum et Dalmatiarum finibus Tomislao rege). Iz toga se zaključuje da je Tomislav te godine već bio kralj. Ipak, danas povjesničari vjeruju da nije bilo neke formalne krunidbe, no Tomislav je očito de facto bio kralj, jer su se i svi njegovi nasljednici nazivali kraljevima (rex) i nisu više rabili prethodne naslove (comes, dux ili princeps). Neven Budak drži da je bila riječ o nastavku podizanja ugleda hrvatskih vladara koje je započelo davanjem naslova „princeps“ Muncimiru. Otada se i ujedinjena hrvatska država može nazivati Hrvatskim Kraljevstvom.